# Zuidschermer
Zuidschermer (52° 35′ N, 4° 47′ L) é uma cidade dos Países Baixos, na província de Holanda do Norte. Zuidschermer pertence ao município de Alkmaar, e está situada a 7 km, a sul de Alkmaar.
A área de Zuidschermer, que também inclui as partes periféricas da cidade, bem como a zona rural circundante, tem uma população estimada em 420 habitantes.